# 格里戈里·季诺维也夫
格里戈里·叶夫谢耶维奇·季诺维也夫（羅馬化：Grigóriy Yevséyevich Zinóv'yev；1883年9月11日（23）—1936年8月25日，俄語發音：[ɡrʲɪˈɡorʲɪj (j)ɪfˈsʲe(j)ɪvʲɪdʑ zʲɪˈnovʲjɪf]），又译季诺维耶夫，苏联革命家、政治家，全联盟共产党（布尔什维克）早期领导人之一，曾任联共（布）中央政治局委员。
季诺维也夫在十月革命时是列宁的助手。1924年列宁病逝，与托洛茨基、斯大林、布哈林、加米涅夫、李可夫一同当选苏共中央政治局委员。他与加米涅夫一起，联合斯大林，併稱三駕馬車，将托洛茨基撤離陸海軍人民委員。由於斯大林权力的不断膨胀令他很不满，与加米涅夫於1925年成立新反對派，1926年被打倒并逐出政治局。後與托洛茨基結盟為聯合反對派，失勢后，季諾維也夫转为支持斯大林，并重新回到政坛。1934年基洛夫被暗杀后，斯大林发动大清洗。季诺维也夫被指为“托洛茨基—季诺维也夫反党联盟”的首脑之一而遭逮捕拷问，第一次莫斯科审判之后被立即枪决。1988年获得苏共的平反，恢复名誉。

## 生平

#### 革命前
原名奥夫谢伊·格尔雄·阿罗诺维奇·拉多梅斯利斯基（羅馬化：Ovsei-Gershon Aronovich Radomyslsky），出生於俄罗斯帝国伊丽莎白格勒（今乌克兰克羅皮夫尼茨基）的一个富裕的犹太人农场主家庭，接受家庭教育，十五歲開始依靠自己的勞動維生，先是教書，後在兩個大商業企業中擔任辦事員。1902年考進瑞士伯尔尼大学，原先在化學系，後來轉入哲學系，肄業。1903年首次見到列寧，同時結識普列漢諾夫，布尔什维克建立的时候就是第一批成员。为列宁的重要助手，1903年秋被派回俄國南方同經濟派作鬥爭。1904年因病出國，1905年回到彼得堡參加地方黨的工作，不久因心臟病再度出國前往伯尔尼治療，参加组建布尔什维克伯尔尼小组。季諾維也夫活跃于俄国境内外，1906年3月重返彼德堡，成為有聲望的鼓動員，1907年被选为俄国社会民主工党中央委员会委员，在列宁与波格丹诺夫决裂的时候坚定地支持列宁。1908年春在瓦西里岛舉行秘密報紙編輯部會議時被捕，在獄中生了重病，包含哮喘和坐骨神經痛發作，懷孕的妻子利林娜多次寫信請求沙俄當局釋放，在律師公會主席斯塔索夫的辯護以及知名猶太慈善家金茨堡男爵的介入下，季諾維也夫三個月後獲釋，被流放到維捷布斯克省的波洛茨克並受監視。
1908夏末，黨中央召季諾維也夫出國，來到日內瓦出席中央全會，1912年在布拉格召開了布爾什維克全俄黨代表會議，季諾維也夫是莫斯科代表並被選入新的中央委員會。第一次世界大戰爆發時和列寧、克魯普斯卡婭、利林娜一起在加利西亞，為許多彼得堡的出版物撰稿。1917年季諾維也夫在瑞士得知二月革命爆发、沙俄政权被推翻，一個月後与列宁等共产主义者乘坐列車經由德國和瑞典返俄，发动群众运动，反对俄国参战。與此同時，季諾維也夫出席多場敵視布爾什維克的代表會議，6月3日，蘇維埃工人部通過他起草的決議，季諾維也夫被選入常務局，同年，圣彼得堡发生了“七月危机”，临时政府镇压了布尔什维克所支持的示威游行的工人和士兵，并宣布通缉列宁等布尔什维克领导人，7月9日，與列寧一同轉移到濱海鐵路拉茲里夫車站，住在謝斯特羅烈茨克工廠工人的「秘密窩棚」裡，七月危機後，資產階級、孟什維克和社會革命黨人大肆汙衊造謠，指稱季諾維也夫同列寧是為德國服務的間諜。

#### 1917年

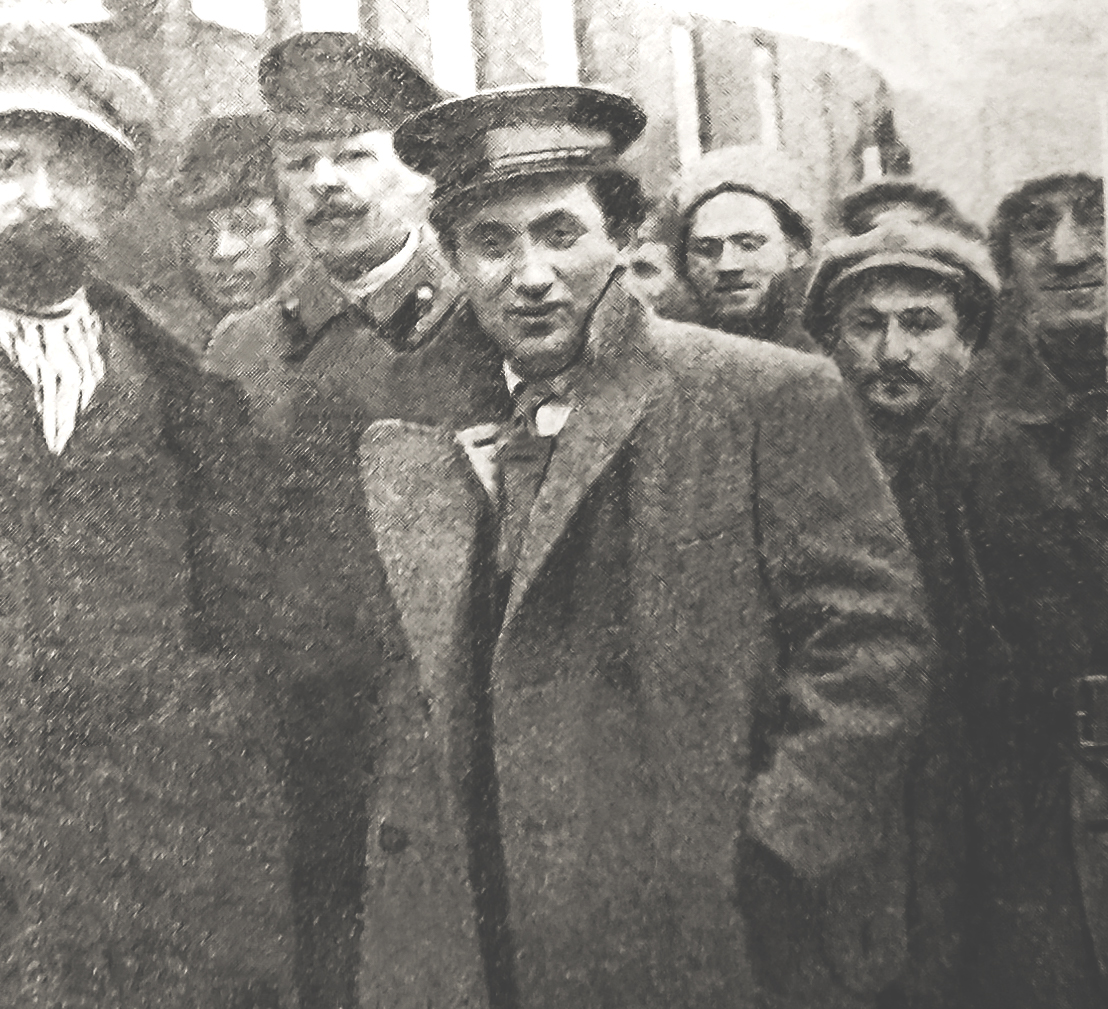
担任彼得格勒苏维埃主席的季诺维也夫与其他政治委員站在一起，摄于1918年

俄歷10月10日（10月23日），在布尔什维克党内商议是否举行武装起义推翻临时政府时，他与加米涅夫是党内仅有的两位投反对票的中央委员，并在高爾基出版的報紙《新生活報》泄露了此事，这后来在大清洗中成为了他反苏维埃的罪状之一，基於他們在政治上的夥伴關係密切，布爾什維克稱季諾維也夫與加米涅夫為卡斯托和波路克斯。俄歷10月29日，全俄鐵路工會執行委員會宣布罷工，要求在沒有革命領袖列寧和托洛茨基參與的情況下，由社會革命黨、孟什維克和布爾什維克組成一個社會主義政府。季諾維也夫、加米涅夫、维克托·诺金和阿列克謝·李可夫回應全俄鐵路工會執行委員會的要求，認為需要團結所有社會主義力量來應對反革命的威脅。這個團體起初能夠贏得相對多數的中央委員會成員的支持，得以開始談判，但克倫斯基－克拉斯諾夫起義的失敗讓列寧和托洛茨基成功說服中央委員會放棄與罷工者的談判。俄歷11月4日，季諾維也夫、加米涅夫、李可夫、諾金和米柳京向中央委員會提出辭呈。第二天，列寧發表聲明，譴責離開中央委員會的黨員，稱他們為“逃兵”，但季諾維也夫很快被允許重返政治活動。

#### 1917年後
1917年12月到1926年3月，他擔任彼得格勒蘇維埃主席。1918年2月26日，當選彼得格勒勞動公社人民委員會主席，1918年5月到1919年2月為北方區域公社聯盟人民委员會主席，俄國內戰期間他是彼得格勒革命防禦委員會主席，也是第七集團革命軍事委員會成員。當彼得格勒工人呼籲以「紅色恐怖」作為對謀殺烏里茨基和沃洛達爾斯基以及列寧遇刺的回應時，季諾維也夫不同意。對此，列寧對季諾維也夫進行了尖銳的批評。即便如此，列寧遇刺後，季諾維也夫發表了大量的頌揚：「感受一下具有馬拉特色的那種為人民現身的熾熱情感，感受一下他的誠懇、他的樸素、他對人民心靈的深切了解，感受一下他對『下層的最下層』有無窮無盡力量的信心，感受一下所有這些，還要加上第一流的馬克思主義知識、鋼鐵般的意志，那麼你就會懂得列寧，就如我們現在了解他的那樣。」、「一個富有力量而強大的人擾亂了小資產階級的沼澤......他是萬中選一， 他是依上帝恩典的領導者，他是一位真正的領袖，每五百年才會誕生於人世一次。」
1918年，當烏克蘭處於德軍佔領下並被斯科羅帕茨基統治時，敖德薩的教士將季諾維也夫和托洛茨基逐出教門，季諾維也夫在對烏里茨基的悼詞上譏諷地提到了這點：「當我們在斯科羅帕茨基統治的敖德薩得知，拉比們聚在一個特別委員會中，富有的猶太人的代表在那裡正式於全世界面前將托洛茨基，我——你順從的僕人——和其他人逐出猶太社群，我們當中沒有人的頭髮因悲痛而變白。」。1918年9月中旬，季諾維也夫發表了演說：「為了戰勝我們的敵人，我們必須建立自己的社會主義者軍國主義。我們必須將蘇俄一億人口中的九千萬人吸引到我們的陣線，至於剩下的，我們對他們無話可說，他們必須被殲滅。」
在《布列斯特-立陶夫斯克条约》问题上，季诺维也夫支持列宁的观点，主张接受德国的条件退出一战。季诺维也夫在1918年3月8日举行的俄国共产党（布尔什维克）第七次代表大会上得被選入中央委員會，1919年3月23日的俄國共產黨（布爾什維克）第八次黨代表大會上，季諾維也夫為新成立的中央政治局委員，但無表決權。1919年任共产国际执行委员会主席。1920年10月，季诺维也夫参加在德国萨勒河畔哈雷召开的德国独立社会民主党大会，以德语发表了4个小时的演说，最终实现将独立社会民主党分裂，其89万成员中的30万加入了德国共产党。会后，季诺维也夫遭魏玛共和国政府驱逐出境。
他領導彼得格勒的防禦，免其遭受尤登尼奇的進攻，然而，紅軍的實際組織者列夫·托洛茨基認為季諾維也夫是一個非常平庸的軍事領袖，在其自傳中寫道：「季諾維也夫是造成驚惶失措的罪魁。斯維爾德洛夫曾對我說過：『季諾維也夫就是驚慌失措。』斯維爾德洛夫看人看得很準。也確實如此：在一帆風順的階段，用列寧的說法是：『平安無事』的階段，季諾維也夫就趾高氣揚，風頭出盡。一旦情況不好，季諾維也夫就躺在沙發上長吁短嘆。從1917年以來，我可以肯定，季諾維也夫不是趾高氣揚，就是躺在沙發上，他的情緒總是處於這兩個極端，沒有中間狀況。這一次我見到他躺在沙發上。在他周圍也有些像拉舍維奇那樣的英勇無畏的人，但他們也都心灰意懶、無所作為。」
索羅金認為，季諾維也夫是彼得格勒擁有無限權力的「革命獨裁者」，是反對彼得格勒知識分子和前貴族的「紅色恐怖」政策的主要組織者。在知識分子中，季諾維也夫獲得了藐稱「格里申卡三世」（即在格里戈里·奧特列皮耶夫和格里戈里·拉斯普丁之後）和「蘭姆巴巴」。季諾維也夫憑藉其作為彼得格勒主席的廣泛權力，反對列寧將蘇維埃俄羅斯首都遷至莫斯科的決定。

#### 作为反對派
1924年列宁病逝，季诺维也夫和托洛斯基、斯大林、布哈林、加米涅夫、李可夫并列为苏联共产党中央政治局委员，为苏共的六名主要领导人。他与加米涅夫一起，联合斯大林，将托洛茨基撤離陸海軍人民委員。然而，为了遏制斯大林不断膨胀的权力，他于1925年与加米涅夫等结成为“新反对派”反对斯大林，翌年又与托洛茨基及其支持者结为聯合反對派（斯大林称其为“托洛茨基—季诺维也夫反苏联合中心”）。1926年6月，史達林在致莫洛托夫、布哈林等的信中要求集中火力攻擊季諾維也夫，他寫道：「請你們相信，我們這樣做，在黨內和國內都不會遇到任何麻煩，因為人們深知季諾維也夫其人，不會為他感到惋惜。」
史達林與其支持者指控季諾維也夫濫用作為共產國際主席的職權推進反對派活動，他還指控拉舍維奇和部分基層反對派成員在莫斯科郊外森林舉行秘密集會。7月，季諾維也夫被解除中央政治局委员及共产国际执行委员会主席职务。1927年10月被開除出中央委員會，10月15日，列寧格勒舉辦了一次慶祝七小時工作制的遊行，季諾維也夫和托洛茨基將群眾騷動不安的情緒誤解為力量的表現，聯合反對派試圖在十月革命十周年組織遊行，遭到擁護執政派的積極分子和警察包圍、毆打，驅趕，11月被冠以「挑起反革命示威遊行和實際上煽動叛亂」的罪名開除出黨，季諾維也夫離開克里姆林宮時挾帶了列寧逝世時儀容的蠟製模型，承認錯誤後於1928年6月恢复党籍，任喀山大学校长。
1932年末由于涉及柳廷事件，再次被开除出党，被捕后分别流放哈萨克斯坦库斯塔奈，后判处流放卡卢加4年，加米涅夫被流放至东西伯利亚米努辛斯克。在流亡期間，他翻譯了阿道夫·希特勒的著作《我的奮鬥》，該書於1933年限量出版，供黨員學習。1933年再次获准回到莫斯科，恢复党籍，任苏联消费组合中央联合干部会员。在全联盟共产党（布尔什维克）第十七次代表大会上，季诺维也夫发表演讲，为斯大林的领导能力歌功颂德。
1934年12月1日，基洛夫被暗杀，掀开了苏联大清洗的序幕。同月16日，季诺维也夫和加米涅夫被指控是基洛夫暗杀案中凶手的“道德同谋”，连同他们的支持者一起被捕，开除党籍，判处10年监禁。季諾維也夫寫給史達林的筆記上面特別寫出：「強烈的渴望在我的靈魂中燃燒，為了證明這一點，我會滿足任何事，我到這種地步，盯著報紙上您和其他政治局成員的畫像許久，帶著這樣的想法：同胞，看看我的靈魂深處，難道您看不見，我已不是您的敵人了嗎？您看不見我是您的靈與您的肉？您看不見我已理解了一切，您看不見，為了取得寬恕與赦免，我已準備好做任何事。」

#### 死亡

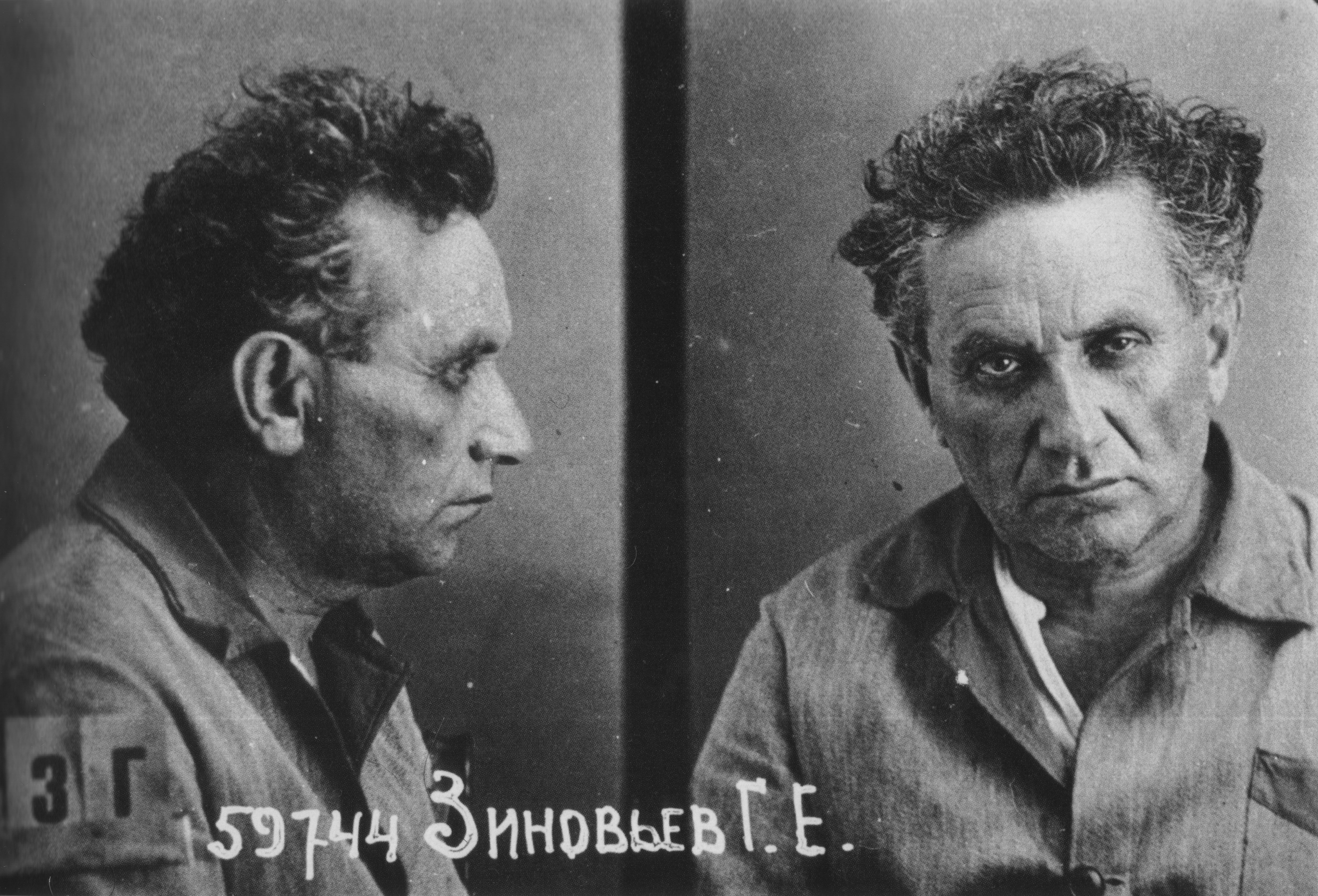
內務人民委員部1936年拍下的犯人照

季诺维也夫、加米涅夫等人被交给内务人民委员部进行审问。根据苏联叛逃特工亚历山大·奥尔洛夫所著的《斯大林肃反秘史》的说法，被监禁的季诺维也夫哮喘病发作，饱受病痛的折磨。斯大林派医生给他开药打针，令他病情恶化，又派人监视其牢房以防止他自杀。季诺维也夫最初拒绝承认一切罪名，但在斯大林保证他不死之后屈服了。 1936年8月，季诺维也夫、加米涅夫等14人被送上第一次莫斯科审判的审判席。季諾維也夫被认定为“托—季反苏联合中心”的首脑之一，于8月25日被判处死刑并立即枪决。在行刑前，他謙卑地求饒，高喊這一切都是「法西斯陰謀」，並懇求允許他給斯大林打電話。一些資料表示，他甚至親吻了劊子手的靴子，加米涅夫制止他的同伴，並說：「停下來，格里戈里，我們要有尊嚴的死去！」，殺死季諾維也夫與加米涅夫的子彈被雅戈達帶回家中，在他被捕期間的搜查中繳獲，成為葉若夫的收藏。
戈尔巴乔夫上台执政后，季诺维也夫于1988年6月13日得到平反。

## 评价
葉戈爾·葉戈羅維奇·拉扎列夫在瑞士寫下關於季諾維也夫的文章：
列寧<...>開始通過尋常的渠道傾倒毒藥——透過他順從而忠實的走狗，精力充沛，厚顏無恥，死板且冷酷無情的特轄區管「季諾維也夫同志」。
英國雕塑家克萊爾·謝里丹在其著作《俄羅斯肖像》寫道：
加米涅夫打電話告知我要等待季諾維也夫，於是我在三點趕到克里姆林宮，一直等到四點他才出現。忙碌、疲憊、不耐煩，大衣掛在他的肩上，彷彿他沒有足夠的時間將手臂套進袖子裡，他甩掉帽子，手指撫過他已豎立起來的黑捲髮。焦躁不安地上看下看，四處張望，接著他閱讀報紙，時不時地閃爍著急切的目光看向我，查看我的進展。在我看来，他似乎是一個非比尋常的矛盾性格混合體，他有著好鬥男人的眼與眉，以及壞脾氣女人的嘴。
美國共產黨建創人詹姆斯·坎農在《美國共產主義運動的頭十年》特別提及季諾維也夫：
就我所知，美國黨內沒有人特別喜歡季諾維也夫。關於他，我個人永遠記得的一件事就是，他在1925年作了耐心而友好的努力，竭力要使兩派相信，必須實現黨內和平和合作。這表現在我前面已經提到的他對福斯特所說的一句話中：「Freiden ist besser 」（和為貴）。
艾薩克·多伊徹於《被解除武裝的先知》中描寫了季諾維也夫：
季諾維也夫同時是北方區彼得格勒蘇維埃主席，是力量驚人的鼓動家和演說家；在黨的眼中，他幾乎永遠是革命巨人之一，是一往無前、戰無不勝的布爾什維克美德的化身。但是他的這種頗受歡迎愛戴的個性形象與他復雜而搖擺不定的真實性格並不相符。他的情緒變幻無常：熱一陣冷一陣；一會兒信心十足，一會兒垂頭喪氣。他總是醉心於大膽的設想和大膽的策略，而這卻需要最大勇氣和堅定毅力去追求。然而，他意志薄弱，優柔寡斷，甚至懦弱無能。他最善於抓住列寧的思想，而且是列寧聲音的洪亮而富有感染力的代言人；而他本人卻沒有自己的主見。他善於表現崇高的情操。
盧那查爾斯基於《革命剪影》描述了他與季諾維也夫的初遇：
另一方面，拉多梅斯爾斯基並沒有立即讓我充滿希望，他是個肥胖的年輕人，蒼白且病態，並患有呼吸急促，而且，我想，他的性情太冷漠。健談的卡扎科夫從不讓他插話，然而，在我們與他們保持了一段時間的不斷聯繫後，我們確信拉多梅斯爾斯基是一個有效率的小伙子。
約翰·里德的妻子路易絲·布萊恩特在《莫斯科之鏡》中形容季諾維也夫：
季諾維也夫的外表跟他的政治形象截然不同。 他身材矮小、體壯、浮腫。 且他並非沒有虛榮心；他是俄羅斯出鏡率最高的人，雖然他沒有什麼想像力，但他具備真正的戲劇張力，他有自己的一套方式表演一切。
托洛茨基於《俄國革命史》描述了季諾維也夫在七月危機中的作用和印象：
在塔夫里達宮牆外進行的宣傳活動中，本來就如同在那個時候所刮起的宣傳旋風中一樣，季諾維也夫佔有重要的地位，他是具有特殊力量的演講人。他那男高音嗓子在第一時間就能令人稱奇，然後以特別悅耳動聽的語調博得人們的好感。季諾維也夫是一個天生的鼓動家。他容易為群眾的情緒所感染，也為他們的激動所激動。他善於為群眾的感情找到信念，可能的話，找到含糊不清卻又引人入勝的說法。對手們把季諾維也夫稱作布爾什維克中間最擅長巧言惑眾的人。由此，他們通常依照他最強烈的特性，也就是深入民眾內心並且撥動他們心弦的本事給予他應有的評價。然而，無可否認的是，季諾維也夫僅僅是一個鼓動家，而不是理論家，也不是革命的戰略家。當沒有外部紀律約束他的時候，他就很容易滑向巧言惑眾的道路，這已經不是一般意義上而是科學意義上的巧言惑眾，因而顯現出為了短暫的成就而犧牲長遠利益的傾向。既然問題涉及的是暫時的政治估計（但不會比這更深刻〉，因此季諾維也夫在宣傳方面的敏銳性便使他成了一個極有價值的謀士。當他帶著在群眾集會上經過檢驗的和似乎是為工人和士兵的希望與仇恨所充實的現成政治理念來出席黨的會議時，他就顯得善於說服、爭取和蠱惑。
在致伊萬·斯米爾諾夫的信中（1928年寫於阿拉木圖），托洛茨基談到了十月革命後不久他同列寧的一次「簡短談話」:
我告訴列寧，讓我驚訝的是季諾維也夫。至於加米涅夫，我非常了解他，知道在他身上革命者在哪兒結束，而機會主義者在哪兒開始。但我卻不了解季諾維也夫的性格（1917年前）；而根據他的言行舉止來看，我猜他是一個什麼都幹得出來、什麼也不怕的人。
弗拉基米爾·伊里奇對此回答道：如果說他什麼也不怕，那隻是說根本沒有什麼可怕的事……。
蘇聯作家丘耶夫在《同莫洛托夫的一百四十次談話》記錄下莫洛托夫對季諾維也夫的印象：
季諾維也夫也覬覦領袖地位，真正的領袖地位。他常常發表講話。他喜歡講話，也善於講話，常常被掌聲所打斷。在這種情況下對演說家來說這是個很重要的因素。然而他並不像史達林，甚至也不像加米涅夫那樣深沉。形成了這樣的慣例，在作品中常把季諾維也夫和加米涅夫的名字並列，但他們是完全不同的人，雖然加米涅夫從思想上給季諾維也夫灌輸了不少東西。而季諾維也夫是個善於寫文章的人，很愛說話，真所謂巧舌如簧。

## 季诺维也夫主义
1924年—1929年，以格里戈里·季诺维也夫为首的中派思潮通过推行“布尔什维克化”“无产阶级化”和“阶级对阶级”策略，否定阶级斗争中的过渡性目标，为共产国际及其支部的官僚化和瓦解奠定基础，并为斯大林主义铺路。
季诺维也夫主义的三个核心要点是：
- 布尔什维克化：以“纪律”名义取消党内民主，将决策集中于领导层，党组织变为执行指令的工具。讨论不再围绕路线，而是如何贯彻上级命令，消灭党内活力。

- 无产阶级化：将组织的阶级本质简化为成员出身的配额分配，忽视纲领和实际政治立场，是一种形式主义的阶级认定方式。

- 阶级对阶级策略：拒绝与社会民主党合作，否定统一战线和过渡需求，以空洞的“革命”口号取代具体斗争任务，脱离群众实践，切断阶级意识发展的现实路径。

这种思潮在形式上激进，实质上官僚化，压制党内民主与阶级自我组织，为后来的斯大林主义提供了理论和组织基础。